# Союз-Неон ПК-11/16
«Союз-Неон ПК-11/16» — советский компьютер, построен на 16-разрядном микропроцессоре Н1806ВМ2.
Компьютер является продолжением серии PDP-11-совместимых компьютеров (Электроника-60, ДВК, БК, УКНЦ и др.) Выпущен малой серией на заводе «Квант» (Зеленоград), в разных источниках называются числа от 200 до 1000 штук.
Платы компьютера были разработаны с расчётом на установку их в корпус компьютера Электроника МС 0511 (УКНЦ).

## Технические характеристики
- Процессор: Н1806ВМ2 на тактовой частоте 8 МГц
- Оперативная память: 512/1024/2048/4096 Кбайт микросхемами К565РУ7 на сменных модулях; часть ОЗУ используется как видеопамять.
- ПЗУ: 16 КБ микросхемами КМ558РР3; включает тест ОЗУ, загрузчики, эмулятор терминала.
- Видео: 4 видеорежима[1]; видеоконтроллер формирует изображение из видеострок (непрерывные участки ОЗУ длиной от 16 до 128 16-битных слов) произвольно расположенных в общем ОЗУ компьютера, используя таблицу адресов строк (до 300 32-битных указателей). Максимальное разрешение — 832 × 300 пикселов (прогрессивно). Максимальная глубина цвета — 8 бит. Подключение чёрно-белого телевизора или монитора производится через выход RGB.
- Клавиатура: «Электроника МС 7007», 88 клавиш, раскладка ЙЦУКЕН
- Звукогенератор построен на двух БИС программируемого таймера КР580ВИ53 и обеспечивает три независимых канала с раздельной регулировкой громкости.
- Внешние интерфейсы:
  - Интерфейс манипулятора мышь, совместимым с MSX, разъём DB-9
  - Параллельный интерфейс на БИС КР580ИК55
  - Последовательный интерфейс на БИС КР580ВВ51
  - Интерфейс для подключения дисковода и жёсткого диска MFM
  - Магистральный параллельный интерфейс (МПИ) для подключения дополнительных контроллеров и блоков памяти.

- Внешний вид
- Вид снизу и шильдик
- Без верхней части корпуса
- Основная плата
- Планки ОЗУ

## Программное обеспечение
- Операционная система — адаптированный вариант RT11SJ
- Система «ASPect» — графическая оболочка над операционной системой
- Редактор текста
- Графический редактор
- Электронная таблица
- Игры